# バレーボールウズベキスタン男子代表
バレーボールウズベキスタン男子代表（バレーボールウズベキスタン だんしだいひょう）は、バレーボールの国際大会で編成されるウズベキスタンの男子バレーボールナショナルチームである。
1991年まではソビエト連邦の一部だったため、本項では1992年以降の成績を記す。

## 歴史
1991年のソビエト連邦崩壊による独立に伴い、ウズベキスタンナショナルチームが発足。1992年に国際バレーボール連盟へ加盟した。第9回大会の1997年アジア選手権に初出場、第13回大会の2005年アジア選手権で2回目の出場を果たしたが、その後のアジア選手権に出場しなかったため、2010年1月付のFIVBランキングでは68位から79位へ下降した。オリンピックと世界選手権の出場はなく、連続出場していた世界選手権大陸予選は2010年予選を棄権した。

## 過去の成績

### オリンピックの成績
- 出場なし

### 世界選手権の成績
- 1998年 - アジア予選敗退
- 2002年 - アジア予選敗退
- 2006年 - アジア予選敗退
- 2010年 - アジア予選棄権

### アジア選手権の成績
- 1997年 - 15位
- 2005年 - 16位